# Asplenium atroviride
Asplenium atroviride är en svartbräkenväxtart som beskrevs av Schelpe. Asplenium atroviride ingår i släktet Asplenium och familjen Aspleniaceae. Inga underarter finns listade.